# 제약 조건 이론
제약 조건 이론(制約 條件 理論, Theory of constraints)은 하나의 시스템의 목적을 지속적으로 최대화하는 것을 목표로 하는 전체적인 관리 철학이다. 만약 특정 시스템 안에 영리 사업이 있다면 그 목표는 장래의 것과 같은 수준보다 많은 돈을 현재의 시점에서 버는 하나의 방법이라는 것이다.
제약 조건 이론에 따르면 모든 영리 조직에는 시스템이 그러한 목표에 대해서 상대적으로 더 높은 실적을 달성하는 것을 방해하는 한 개 이상의 제약이 있다. 이와 같은 제약은 크게 내부 상황에 따른 제약, 자원에 따른 제약, 시장에 따른 제약, 방침에 따른 제약으로 나뉜다. 시스템의 실적을 관리하기 위해서는 이들 제약이 구분되고 주의 깊게 다뤄질 필요가 있다.

## 같이 보기
- 선형 계획법
- 산업공학
- 시스템 사고
- 속도 결정 단계